# Les Étoiles de la gloire
Pour plus de détails, voir Fiche technique et Distribution.
Les Étoiles de la gloire (The Unknown Love) est un film américain réalisé par Léonce Perret, sorti en 1919

## Fiche technique
- Titre original : The Unknown Love
- Titre français : Les Étoiles de la gloire
- Réalisation : Léonce Perret
- Scénario : Léonce Perret
- Pays de production : États-Unis
- Format : Noir et blanc - 1,33:1 - Film muet
- Genre : guerre
- Durée : 60 minutes
- Date de sortie : 1919

## Distribution
- Dolores Cassinelli : Doris Parker
- E. K. Lincoln : Harry Townsend
- Warren Cook : John Parker
- Robert Elliott : Captain Jack Tims